# اچ‌ام‌اس آن (۱۶۷۸)
اچ‌ام‌اس آن (۱۶۷۸) (به انگلیسی: HMS Anne (1678)) یک کشتی بود که طول آن ۱۵۰ فوت ۱۰ اینچ (۴۶٫۰ متر) بود.